# Імоджен (циклон)
Циклон «Імоджен» (англ. Cyclone Imogen) — слабкий, але руйнівний тропічний циклон, який вплинув на частини північного Квінсленд. Шостий тропічний мінімум і перший циклон сезону циклонів в австралійському регіоні 2020—2021 рр. Імоджен виник із тропічного мінімуму, який утворився в західній затоці Карпентарія.
Тропічний циклон завдав мінімальних руйнувань у північній частині Квінсленда як циклон 1 категорії, завдавши збитків приблизно на 10 мільйонів доларів.

## Метеорологічна історія

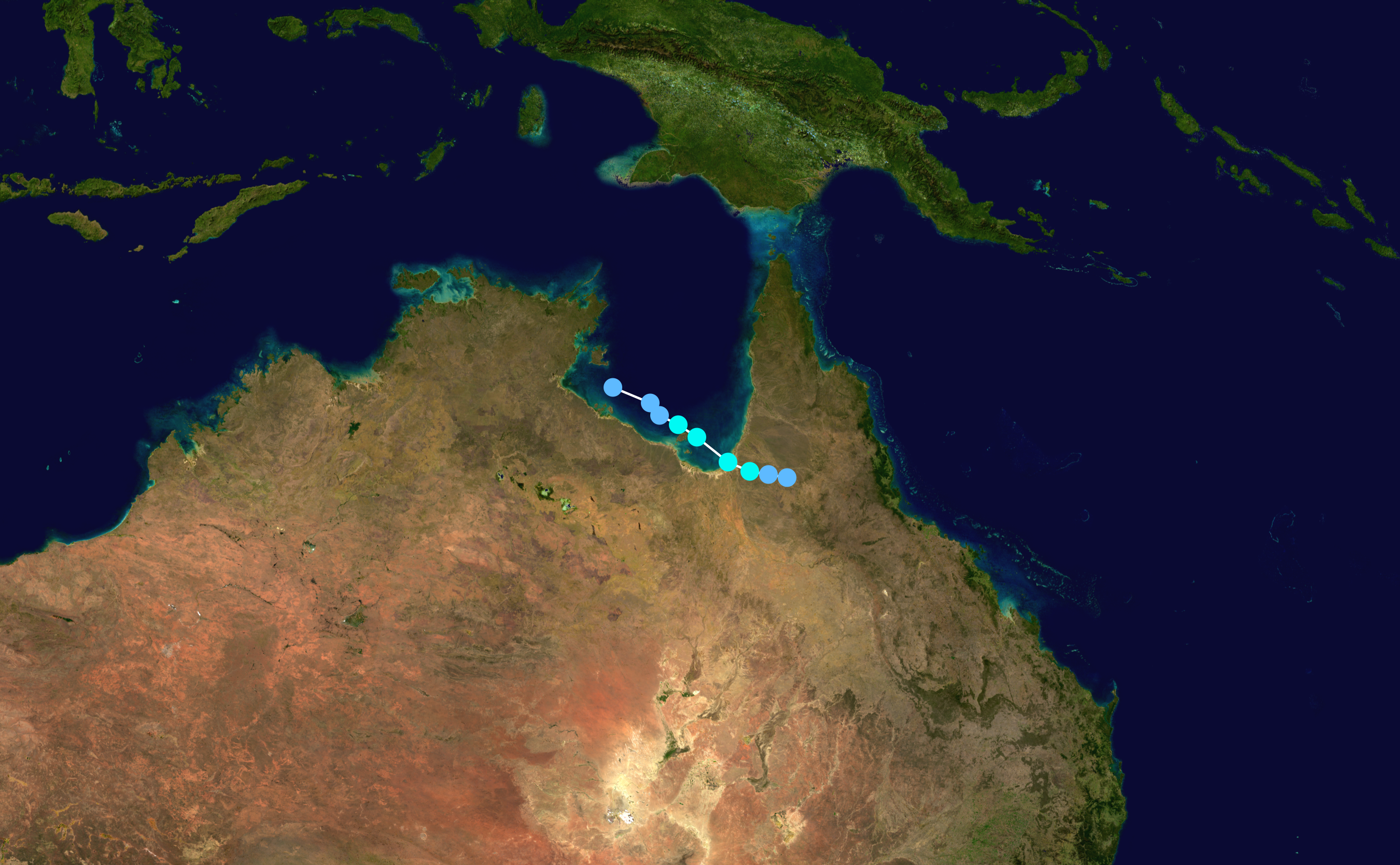
Карта шляху і інтенсивності Циклону Імоджен

1 січня Бюро метеорології (BOM) повідомило, що тропічний мінімум утворився поблизу Грут-Ейландта в західній затоці Карпентарія, розташованому приблизно в 635 км (395 миль) на схід-південний схід від Дарвіна. Системі був призначений ідентифікаційний код 05U специфікацією. Умови довкілля були оцінені як сприятливі для тропічного циклогенезу, що характеризуються дуже теплою температурою поверхні моря до 31 ° C (88 ° F), низьким або помірним вертикальним зсувом вітру та встановленими каналами відтоку, спрямованими на полюс у верхніх рівнях. Конвекція почала розвиватися навколо консолідуючого центру циркуляції низького рівня, оскільки система відслідковувала на південний схід над затокою Карпентарія, і о 00:00 UTC 2 січня BOM випустила попередження для частин північно-західного узбережжя Квінсленду. Тропічний мінімум продовжував посилюватися, оскільки конвективні смуги дощу почали розгортатися в центрі системи, а вологий північно-західний поперечноекваторіальний потік з Індонезії живив систему в нижній і середній тропосфері. До 18:00 UTC значення вертикального зсуву вітру ще більше зменшилися, оскільки тропічний мінімум перемістився під хребет верхнього рівня; проте, незважаючи на надзвичайно сприятливі умови навколишнього середовища, інтенсифікація була дещо обмежена широким і витягнутим характером центру циркуляції низького рівня. Об'єднаний центр попередження про тайфуни (JTWC) о 20:00 UTC видав для системи попередження про утворення тропічного циклону.
Тропічний низький рівень 05U приземлився на західному узбережжі острова Морнінгтон близько 02:00 UTC 3 січня, з максимальною тривалістю вітру поблизу центру 55 км/год (35 миль/год). Інтенсифікація тривала, оскільки система знову з'явилася над затокою Карпентарія через кілька годин, при цьому спіральні смуги дощу продовжували розвиватися навколо центру системи, а глибока конвекція стала більш концентрованою. О 06:00 UTC тропічний мінімум був підвищений до тропічного циклону 1 категорії за BOM і отримав назву Імоджен, ставши першим тропічним циклоном сезону циклонів в Австралійському регіоні 2020—2021 років. У той же час JTWC вказав, що максимальна однохвилинна стійка швидкість вітру зросла до 65 км/год (40 миль на годину), що робить Імоджен еквівалентним тропічному шторму за шкалою ураганного вітру Сафіра-Сімпсона. У поєднанні з низькорівневим північно-західним потоком верхньотропосферний прогин, розташований на південь від системи, почав поступово прискорювати Імоджен на південний схід. Глибока конвекція продовжувала концентруватися над центром циклону; однак, через близькість системи до землі, час для подальшої інтенсифікації був обмежений. Тропічний циклон «Імоджен» обрушився на берег на північ від Карумби, штат Квінсленд, об 11:00 UTC 3 січня. Під час виходу на сушу, максимум 10 хвилин сталого вітру були оцінені в 65 км / год (40 мильгодину), з поривами до 100 км / год (65 мильгодину) і мінімального атмосферного тиску від 994 гПа (29,35 INhg). JTWC повідомила, що максимальна хвилина тривалого вітру досягла до цього часу 85 км/год (50 миль/год).
Незважаючи на те, що центр відстеження системи над землею, Імоджен підтримувала свою організацію протягом кількох годин, завдяки рівнинній місцевості, яка була насичена сильними опадами, створеними циклоном. BOM повідомляє, що максимальна 10-хвилинна стійка швидкість вітру досягала піку 85 км/год (50 миль/год) з поривами до 110 км/год (70 миль/год) о 15:00 UTC 3 січня — приблизно через чотири години після виходу на берег. — коли циклон проходив на північний схід від Нормантона. У цей час автоматична метеостанція в аеропорту міста зафіксувала мінімальний атмосферний тиск 989,3 гПа (29,21 дюйма рт.ст.).
Пізніше Імоджен прискорився на північний схід, перш ніж остаточно розвіявся 6 січня.

## Підготовка та наслідки
Специфікація зберігала попередження про циклон у внутрішній частині країни затоки, включаючи Кройдон, через циклон Імоджен.
Коли циклон Імоджен вийшов на узбережжя північно-західного Квінсленду, він залишив значні пошкодження. Він приніс екстремальний проливний дощ, масивні хвилі та великі припливи, коли вийшов на берег. Будинок у Квінсленді тремтів майже 5 годин через тропічний циклон . У багатьох місцях випало понад 200 міліметрів дощу, а 1400 залишилися без електроенергії. В аеропорту Нормантон менше ніж за 3 години випало 186 мм опадів. Житель Карумби описав це так, ніби це був землетрус. Більшість збитків обмежилися збитками від затоплення та кількох вирваних дерев. У штаті Вікторія над Гіпслендом випав сильний дощ, і діяли попередження про повінь. Циклон завдав збитків щонайменше 10 мільйонів доларів.